# Misythus bullatus
Misythus bullatus är en insektsart som beskrevs av Morgan Hebard 1923. Misythus bullatus ingår i släktet Misythus och familjen torngräshoppor. Inga underarter finns listade i Catalogue of Life.